# Loi de Frank-Starling

Diagramme illustrant la loi de Frank-Starling

Selon la Loi de Frank-Starling (ou relation de Frank-Starling), plus le volume télédiastolique d'un ventricule augmente, plus la force produite par ce dernier pour éjecter le sang sera grande. Elle prédit l'augmentation progressive de la force de contraction au fur et à mesure que le remplissage ventriculaire s'opère. Cependant, au-delà des conditions optimales de contraction du ventricule, la force de contraction va diminuer.
Le nom de la loi vient d'Otto Frank, qui a montré en 1895 que le volume d'éjection systolique du cœur d'une grenouille est d'autant plus élevé que son remplissage est important. Ernest Starling était un physiologiste du XXe siècle, qui était arrivé en 1914 aux mêmes conclusions qu'Otto Frank.